# Argentipallium
Argentipallium is een geslacht uit de composietenfamilie (Asteraceae). De soorten komen voor in Australië.

## Soorten
- Argentipallium blandowskianum (Steetz ex Sond.) Paul G.Wilson
- Argentipallium dealbatum (Labill.) Paul G.Wilson
- Argentipallium niveum (Steetz) Paul G.Wilson
- Argentipallium obtusifolium (Sond.) Paul G.Wilson
- Argentipallium tephrodes (Turcz.) Paul G.Wilson

## Hybriden
- Argentipallium × spiceri (F.Muell.) Paul G.Wilson